# Terra Chá
La Terra Chá és una comarca de Galícia situada al nord de la província de Lugo.

## Geografia
Limita amb A Mariña Occidental, A Mariña Central i Ortegal al nord, amb la comarca de Lugo al sud, amb la comarca de Meira a l'est i amb O Eume, la comarca de Betanzos i la Terra de Melide a l'oest.
El seu nom significa literalment en gallec terra plana, fent al·lusió a la topografia de la zona.

## Municipis
En formen part els municipis de:
- Abadín
- Begonte
- Castro de Rei
- Cospeito
- Guitiriz
- Muras
- A Pastoriza
- Vilalba
- Xermade.